# Exephanes
Exephanes is een geslacht van insecten uit de orde vliesvleugeligen (Hymenoptera) en de familie Ichneumonidae.

## Soorten
- E. apicalis Uchida, 1926
- E. californicus Heinrich, 1961
- E. deliquus (Kokujev, 1909)
- E. femoralis Brischke, 1878
- E. fulvescens Vollenhoven, 1875
- E. ischioxanthus (Gravenhorst, 1829)
- E. occupator (Gravenhorst, 1829)
- E. rhenanus Habermehl, 1918
- E. riesei (Habermehl, 1916)
- E. subfulvus (Cresson, 1865)
- E. tauricus Hinz, 2000
- E. terminalis (Provancher, 1874)
- E. tibialis Uchida, 1926
- E. tricolor (Tischbein, 1881)
- E. venustus (Tischbein, 1876)